# Marco Andreolli
Marco Andreolli (sinh ngày 10 tháng 6 năm 1986 tại Ponte dell'Olio, Piacenza) là cầu thủ bóng đá người Ý, hiện đang chơi cho câu lạc bộ Sevilla F.C. mượn từ Inter Milan, anh chơi ở vị trí trung vệ.

## Thống kê sự nghiệp
Tính đến ngày 23 tháng 1 năm 2015 
| Câu lạc bộ          | Mùa giải            | Serie A | Serie A | Coppa Italia | Coppa Italia | Châu Âu | Châu Âu | Khác | Khác | Tổng cộng | Tổng cộng |
| Câu lạc bộ          | Mùa giải            | Trận    | Bàn     | Trận         | Bàn          | Trận    | Bàn     | Trận | Bàn  | Trận      | Bàn       |
| ------------------- | ------------------- | ------- | ------- | ------------ | ------------ | ------- | ------- | ---- | ---- | --------- | --------- |
| Internazionale      | 2004–05             | 1       | 0       | 0            | 0            | 0       | 0       | –    | –    | 1         | 0         |
| Internazionale      | 2005–06             | 2       | 0       | 2            | 0            | 1       | 0       | 0    | 0    | 5         | 0         |
| Internazionale      | 2006–07             | 4       | 0       | 2            | 1            | 1       | 0       | 0    | 0    | 7         | 1         |
| Internazionale      | Tổng cộng           | 7       | 0       | 4            | 1            | 1       | 0       | 0    | 0    | 12        | 1         |
| Roma                | 2006–07             | 0       | 0       | 0            | 0            | 0       | 0       | –    | –    | 0         | 0         |
| Vicenza             | 2007–08             | 3       | 0       | 0            | 0            | –       | –       | –    | –    | 3         | 0         |
| Sassuolo            | 2008–09             | 28      | 1       | 0            | 0            | –       | –       | –    | –    | 28        | 1         |
| Roma                | 2009–10             | 8       | 0       | 1            | 0            | 6       | 1       | –    | –    | 15        | 1         |
| Chievo              | 2010–11             | 28      | 0       | 1            | 0            | –       | –       | –    | –    | 29        | 0         |
| Chievo              | 2011–12             | 23      | 1       | 1            | 0            | –       | –       | –    | –    | 24        | 1         |
| Chievo              | 2012–13             | 28      | 2       | 0            | 0            | –       | –       | –    | –    | 28        | 2         |
| Chievo              | Tổng cộng           | 79      | 3       | 2            | 0            | 0       | 0       | 0    | 0    | 81        | 3         |
| Internazionale      | 2013–14             | 4       | 1       | 2            | 0            | –       | –       | –    | –    | 6         | 1         |
| Internazionale      | 2014–15             | 4       | 0       | 1            | 0            | 6       | 0       | –    | –    | 11        | 0         |
| Internazionale      | Tổng cộng           | 8       | 1       | 3            | 0            | 6       | 0       | 0    | 0    | 17        | 1         |
| Tổng cộng sự nghiệp | Tổng cộng sự nghiệp | 133     | 5       | 10           | 1            | 14      | 1       | 0    | 0    | 157       | 7         |